# Domenico Riccio
Pour les articles homonymes, voir Riccio.
Domenico Riccio ou Domenico Brusasorci, né à Vérone en 1516 et mort dans la même ville en 1567, est un peintre italien.
Artiste maniériste, il se rattache à l'école véronaise.

## Biographie
Domenico Riccio commence son apprentissage auprès de son père, puis il continue avec Giovanni Francesco Caroto.
Il est un contemporain d'Antonio Badile. En 1552, avec Paolo Farinati, Battista del Moro et Paul Véronèse, il envoie une de ses toiles pour la cathédrale de Mantoue. Quelques fresques sont ensuite mentionnées pour le palais épiscopal en 1566.
Parmi ses élèves figurent son fils Felice Riccio, Giovanni Battista Zelotti, Bernardino India et Paolo Farinati.
Son fils Felice Riccio a peint pendant plusieurs années à Florence. Ses deux autres enfants sont aussi des peintres : Giovanni Battista Brusasorci et Cecilia Brusasorci.

## Œuvres
- 1551 : fresques du Municipio de Trente.
- 1552 : La Mort de Cléopâtre, Cesena, Fondazione Cassa di Risparmio.
- 1552 : Bethsabée au bain, huile sur toile, 91 × 98 cm, Florence, musée des Offices[2].
- 1566 : Madone en gloire avec deux saints, Vérone, église de San Pietro Martire.
- Décorations au Palazzo Vescovile de Vérone.
- La Cavalcade de Charles V et de Clément VII, Vérone, Palazzo Ridolfi Da Lisca.

Œuvres de Domenico Riccio
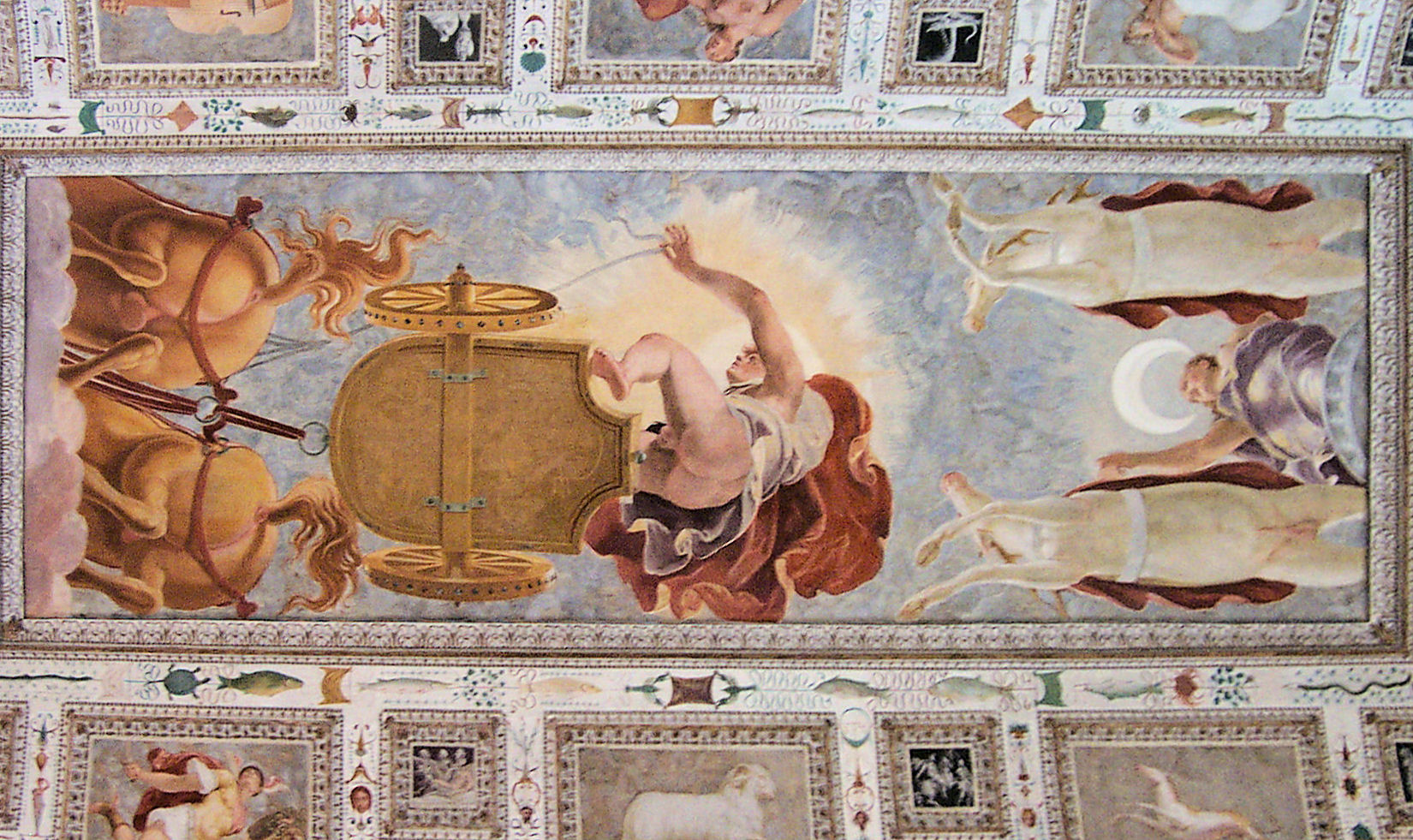
Le Char d'Apollon, vers 1550, Vicence, palais Chiericati, plafond du vestibule d'entrée.
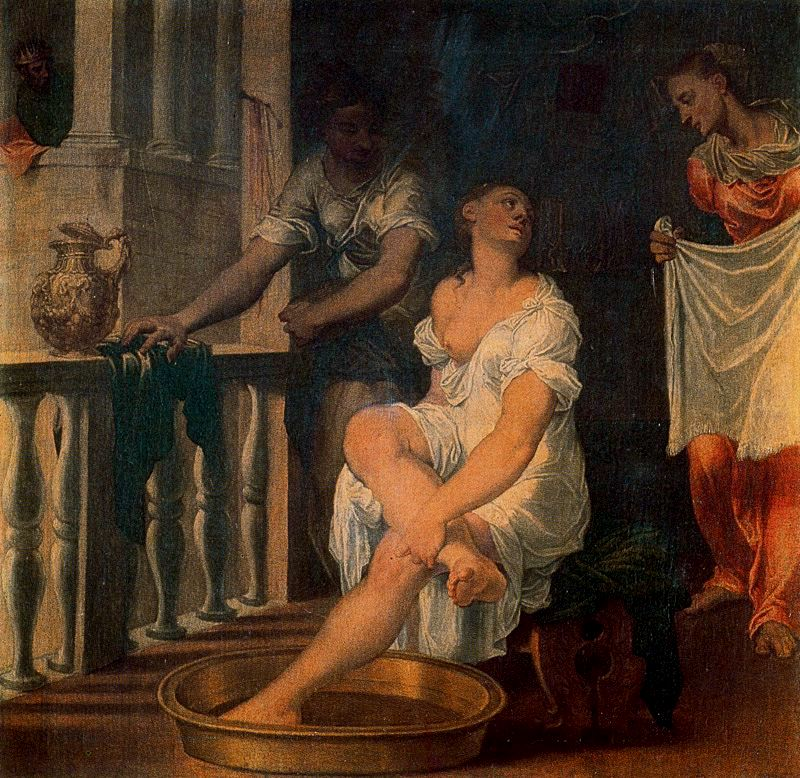
Bethsabée au bain, 1552, Florence, galerie des Offices.
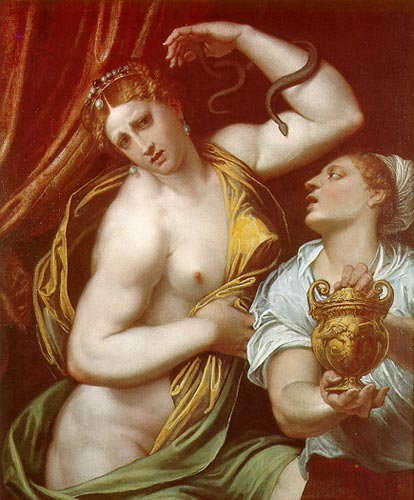
La Mort de Cléopâtre, 1552, Cesena, Fondazione Cassa di Risparmio.
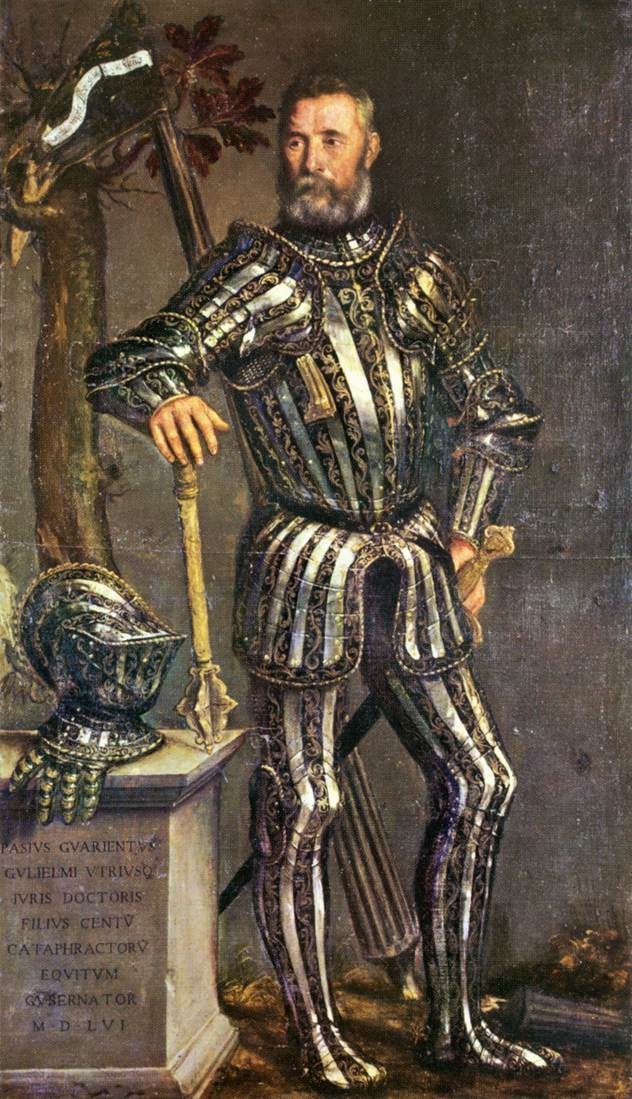
Portrait de Pase Guarienti, Vérone, musée de Castelvecchio.

## Sources
- (en) Cet article est partiellement ou en totalité issu de l’article de Wikipédia en anglais intitulé « Domenico Riccio » (voir la liste des auteurs).